# Список вебсайтів, заблокованих у Китайській Народній Республіці
У Китайській Народній Республіці (материковому Китаї) заблоковано багато доменних імен відповідно до політики державної цензури в Інтернеті, що забороняє користувачам отримувати доступ до певних вебсайтів у межах країни.
Список містить найбільш помітні заблоковані вебсайти у країні. Ця сторінка не стосується китайських територій, які дотримуються політики однієї країни, двох систем (Гонконгу та Макао).
Варто зауважити, що багато з перелічених вебсайтів можуть бути іноді або навіть регулярно доступними, залежно від місця доступу або поточних подій. Крім того, використання деяких віртуальних приватних мереж (VPN) може обійти більшість китайських цензур.

## Таблиця вебсайтів з найвищими рейтингами, заблокованих у материковій частині Китаю
| Рейтинг від Alexa | Вебсайт                                   | Доменне ім'я             | Посилання                                           | Категорія                         | Головна мова         | Як довго заблоковано | Поточний статус                                                   |  |
| ----------------- | ----------------------------------------- | ------------------------ | --------------------------------------------------- | --------------------------------- | -------------------- | --- | ----------------------------------------------------------------- |  |
| 1                 | Google                                    | google.com               | www.google.com drive.google.com hangouts.google.com | Пошук Обмін інформацією Соціальне | Англійська           | Від 2010 до сьогодення | Заблоковано                                                       |  |
| 2                 | YouTube                                   | youtube.com              | www.youtube.com                                     | Розваги                           | Англійська           | Від 2009 до сьогодення | Заблоковано                                                       |  |
| 7                 | Facebook                                  | facebook.com             | www.facebook.com                                    | Соціальні мережі                  | Англійська           | Від липня 2009 (або навіть раніше) до сьогодення                                                                                      | Заблоковано                                                       |  |
| 10                | Webtoon                                   | webtoons.com             | www.webtoons.com                                    | Фанфіки, комікси                  | Багатомовний         | Від 2019 до сьогодення | Заблоковано[джерело?]                                             |  |
| 11                | Crunchyroll                               | crunchyroll.com          | www.crunchyroll.com                                 | Аніме, манга, розваги             | Багатомовний         | Від 2016 до сьогодення | Заблоковано[джерело?]                                             |  |
| 14                | Wikipedia                                 | wikipedia.org            | wikipedia.org                                       | Енциклопедія                      | Багатомовний         | Від 3 квітня 2019 до сьогодення | Заблоковано                                                       |  |
| 15                | TikTok (Douyin International)             | tiktok.com               | www.tiktok.com                                      | Социальное                        | Багатомовний         | Июнь 2020 представлять | Заблокировано                                                     |  |
| 18                | Reddit                                    | reddit.com               | www.reddit.com                                      | Соціальні мережі                  | Багатомовний         | Від 2018 до сьогодення | Заблоковано[джерело?]                                             |  |
| 19                | Microsoft OneDrive                        | live.com                 | onedrive.live.com                                   | Обмін інформацією                 | Багатомовний         | Від липня 2014 до сьогодення | Частково заблоковано (Наявна тільки версія для бізнесу)[джерело?] |  |
| 20                | Netflix                                   | netflix.com              | www.netflix.com                                     | Розваги                           | Багатомовний         | Невідомо | Заблоковано                                                       |  |
| 21                | Zoom                                      | zoom.us                  | zoom.us                                             | Соціальні мережі                  | Англійська           | Від 9 вересня до листопада 2019 | Розблоковано                                                      |  |
| 24                | Блоґspot                                  | Блоґspot.com             | blogspot.com                                        | Блог                              | Англійська           | Від травня 2009 до сьогодення | Заблоковано                                                       |  |
| 27                | Yahoo! Japan                              | yahoo.co.jp              | yahoo.co.jp                                         | Вебпортал                         | Японська             | Від 15 до 17 червня 2012 | Розблоковано (пошук не доступний)[джерело?]                       |  |
| 34                | Bing                                      | bing.com                 | bing.com                                            | Пошукова система                  | Багатомовний         | Від 23 до 24 січня 2019 | Розблоковано                                                      |  |
| 28                | Instagram                                 | instagram.com            | www.instagram.com                                   | Обмін зображеннями                | Багатомовний         | Від вересня 2014 до сьогодення | Заблоковано                                                       |  |
| 33                | Twitch                                    | twitch.tv                | twitch.tv                                           | Трансляція                        | Англійська           | Від 17 вересня 2018 до сьогодення | Заблоковано                                                       |  |
| 43                | Twitter                                   | twitter.com              | twitter.com                                         | Соціальні мережі                  | Англійська           | Від червня 2009 до сьогодення | Заблоковано                                                       |  |
| 111               | Tumblr                                    | tumblr.com               | tumblr.com                                          | Соціальні мережі                  | Англійська           | Від 25 травня 2016 до сьогодення | Заблоковано[джерело?]                                             |  |
| 155               | Pinterest                                 | pinterest.com            | pinterest.com                                       | Обмін зображеннями                | Багатомовний         | Від березня 2017 до сьогодення | Заблоковано                                                       |  |
| 62                | Amazon.co.jp                              | amazon.co.jp             | amazon.co.jp                                        | Покупки                           | Японська             | Від 15 до 17 червня 2012 Від 22 липня 2018 до сьогодення                                                                              | Заблоковано[джерело?]                                             |  |
| 56                | Pornhub                                   | pornhub.com              | www.pornhub.com                                     | Порнографія                       | Англійська           | Від травня 2012 до квітня 2016 | Заблоковано[джерело?]                                             |  |
| 56                | WION                                      | wionews.com              | www.wionews.com                                     | Новини                            | Англійська           | Від липня 2020 до сьогодення | Заблоковано                                                       |  |
| 68                | Google Japan                              | google.co.jp             | google.co.jp                                        | Пошукова система                  | Японська             | Від 15 до 17 червня 2012, до сьогодення                                                                                               | Заблоковано[джерело?]                                             |  |
| 67                | Imgur                                     | imgur.com                | imgur.com                                           | Обмін зображеннями                | Англійська           | Від березня 2019 до сьогодення | Заблоковано[джерело?]                                             |  |
| 73                | WhatsApp                                  | whatsapp.com             | www.whatsapp.com                                    | Спілкування                       | Англійська           | Від 26 вересня 2017 до сьогодення | Частково заблоковано[джерело?]                                    |  |
| 81                | Medium                                    | medium.com               | medium.com                                          | Новини                            | Англійська           | Від невідомо коли до сьогодення | Заблоковано[джерело?]                                             |  |
| 87                | Dailymotion                               | dailymotion.com          | dailymotion.com                                     | Обмін інформацією                 | Англійська           | Від невідомо коли до сьогодення | Заблоковано[джерело?]                                             |  |
| 91                | BBC                                       | bbc.co.uk (or bbc.com)   | bbc.co.uk (or bbc.com)                              | Новини та трансляція              | Англійська           | Від 15 жовтня 2014 до сьогодення | Заблоковано                                                       |  |
| 92                | Quora                                     | quora.com                | quora.com                                           | Соціальні мережі                  | Англійська           | Від серпня 2018 до сьогодення | Заблоковано[джерело?]                                             |  |
| 100               | Indeed                                    | indeed.com               | www.indeed.com                                      | Пропозиції роботи                 | Англійська           | Від невідомо коли до сьогодення | Заблоковано [джерело?]                                            |  |
| 108               | The New York Times                        | nytimes.com              | nytimes.com                                         | Публікації                        | Англійська           | Від 2012 до сьогодення | Заблоковано[джерело?]                                             |  |
| 178               | Vimeo                                     | vimeo.com                | www.vimeo.com                                       | Обмін інформацією                 | Англійська           | Від жовтня 2009 до сьогодення | Заблоковано                                                       |  |
| 125               | Rakuten Market                            | rakuten.co.jp            | rakuten.co.jp                                       | Покупки                           | Японська             | Від 15 до 17 червня 2012 Від ?? вересня до 19 вересня?                                                                                | Розблоковано [джерело?]                                           |  |
| 128               | The Guardian                              | theguardian.com          | theguardian.com                                     | Новини                            | Англійська           | Від червня 2019 до сьогодення | Заблоковано                                                       |  |
| 139               | SlideShare                                | slideshare.net           | slideshare.net                                      |                                   | Англійська           | Від невідомо коли до сьогодення (станом на листопад 2015)                                                                             | Заблоковано[джерело?]                                             |  |
| 148               | Discord                                   | discord.com              | discord.com                                         | Спілкування                       | Багатомовний         | Від 13 липня 2018 до сьогодення | Частково заблоковано (discordapp.com не доступний)                |  |
| 173               | DeviantArt                                | deviantart.com           | www.deviantart.com                                  | Мистецтво                         | Англійська           | Від листопада 2014 до 2015 Від 29 березня 2019 до сьогодення                                                                          | Заблоковано[джерело?]                                             |  |
| 181               | Китайська Google Maps                     | maps.google.cn           | maps.google.cn                                      | Карти                             | Китайська            | Невідомо | Заблоковано[джерело?]                                             |  |
| 199               | The Washington Post                       | washingtonpost.com       | washingtonpost.com                                  | Новини                            | Англійська           | Від червня 2019 до сьогодення | Заблоковано                                                       |  |
| 219               | Nico Video                                | nicovideo.jp             | nicovideo.jp                                        | Обмін інформацією                 | Японська             | Невідомо | Заблоковано[джерело?]                                             |  |
| 223               | Archive.org (Internet Archive)            | archive.org              | www.archive.org                                     | Вебархівування                    | Англійська           | Від квітня 2011 (або навіть раніше) до 2012[джерело?]                                                                                 | Заблоковано                                                       |  |
| 249               | Mega                                      | mega.nz                  | mega.nz                                             | Обмін інформацією                 | Англійська           | Від невідомо коли до сьогодення | Заблоковано[джерело?]                                             |  |
| 260               | Daily Mail (MailOnline)                   | dailymail.co.uk          | dailymail.co.uk                                     | Новини                            | Англійська           | Від червня 2019 до сьогодення | Заблоковано[джерело?]                                             |  |
| 309               | Breitbart Новини                          | breitbart.com            | www.breitbart.com                                   | Новини                            | Англійська           | Від середини 2019 до сьогодення | Заблоковано[джерело?]                                             |  |
| 333               | Bloomberg                                 | bloomberg.com            | bloomberg.com                                       | Публікації                        | Англійська           | Від 2012 до сьогодення | Заблоковано[джерело?]                                             |  |
| 346               | Goodreads                                 | goodreads.com            | goodreads.com                                       | Обмін інформацією                 | Англійська           | Від невідомо коли до сьогодення | Заблоковано[джерело?]                                             |  |
| 348               | Flickr                                    | flickr.com               | flickr.com                                          | Обмін інформацією                 | Англійська           | Від невідомо коли до сьогодення (станом на жовтень 2014)                                                                              | Заблоковано[джерело?]                                             |  |
| 429               | Wretch                                    | wretch.cc                | www.wretch.cc                                       | Блоґ                              | Китайська            | Від серпня 2007 до 2012 | Розблоковано (припинено)                                          |  |
| 476               | HuffPost                                  | huffpost.com             | huffpost.com                                        | Новини                            | Англійська           | Від червня 2019 до сьогодення | Заблоковано                                                       |  |
| 492               | DuckDuckGo                                | duckduckgo.com           | duckduckgo.com                                      | Пошукова система                  | Англійська           | Від вересня 2014 до сьогодення | Заблоковано[джерело?]                                             |  |
| 492               | Wattpad                                   | wattpad.com              | www.wattpad.com                                     | Публікації Обмін інформацією      | Багатомовний         | Від невідомо коли до сьогодення | Заблоковано[джерело?]                                             |  |
| 521               | Scratch                                   | mit.edu                  | scratch.mit.edu                                     | Програмування, Обмін інформацією  | Багатомовний         | Від 14 серпня 2020 до сьогодення | Заблоковано                                                       |  |
| 538               | Spiegel Online                            | spiegel.de               | spiegel.de                                          | Новини                            | Німецька, Англійська | Від 2019 до сьогодення | Заблоковано[джерело?]                                             |  |
| 539               | La Nación                                 | lanacion.com.ar          | www.lanacion.com.ar                                 | Новини                            | Іспанська            | Від 2018 до сьогодення | Заблоковано[джерело?]                                             |  |
| 540               | Clarín                                    | clarin.com               | www.clarin.com                                      | Новини                            | Іспанська            | Від 2018 до сьогодення | Заблоковано[джерело?]                                             |  |
| 541               | The Independent                           | independent.co.uk        | independent.co.uk                                   | Публікації                        | Англійська           | Від 2019 до сьогодення | Заблоковано[джерело?]                                             |  |
| 542               | CNN En Español                            | cnnenespanol.com         | www.cnnenespanol.com                                | Новини                            | Іспанська            | Від невідомо коли до сьогодення | Заблоковано[джерело?]                                             |  |
| 543               | Todo Noticias                             | TN.com.ar                | www.tn.com.ar                                       | Новини                            | Іспанська            | Від 2018 до сьогодення | Заблоковано[джерело?]                                             |  |
| 544               | MinutoUno                                 | minutouno.com            | www.minutouno.com                                   | Новини                            | Іспанська            | Від невідомо коли до сьогодення | Заблоковано[джерело?]                                             |  |
| 553               | Google Appspot                            | appspot.com              | appspot.com                                         | Вебхостинг                        | Англійська           | Невідомо | Заблоковано[джерело?]                                             |  |
| 555               | Wall Street Journal                       | wsj.com                  | wsj.com                                             | Новини                            | Англійська           | Від невідомо коли до сьогодення | Заблоковано[джерело?]                                             |  |
| 556               | AminoApps                                 | aminoapps.com            | www.aminoapps.com                                   | Соціальні медіа                   | Багатомовний         | Від 2019 до сьогодення | Заблоковано[джерело?]                                             |  |
| 564               | Yomiuri                                   | yomiuri.co.jp            | yomiuri.co.jp                                       | Публікації                        | Японська             | Від 15 до 17 червня 2012 | Заблоковано[джерело?]                                             |  |
| 577               | Reuters                                   | reuters.com              | reuters.com                                         | Новини                            | Англійська           | Від 25 березня 2015 до сьогодення | Заблоковано[джерело?]                                             |  |
| 617               | Le Monde                                  | lemonde.fr               | www.lemonde.fr                                      | Новини                            | Французька           | Від невідомо коли до сьогодення | Заблоковано[джерело?]                                             |  |
| 623               | Excite Japan                              | excite.co.jp             | excite.co.jp                                        | Вебпортал                         | Японська             | Від 15 до 17 червня 2012 Від ?? вересня до 18 вересня 2012                                                                            | Розблоковано[джерело?]                                            |  |
| 633               | Sponichi                                  | sponichi.co.jp           | sponichi.co.jp                                      | Публікації                        | Японська             | Від 15 до 17 червня 2012 | Розблоковано[джерело?]                                            |  |
| 557               | Jehovah's Witnesses                       | jw.org                   | www.jw.org                                          | Релігія                           | Багатомовний         | Від невідомо коли до сьогодення | Заблоковано[джерело?]                                             |  |
| 660               | Nikkei Business Publications              | nikkeibp.co.jp           | nikkeibp.co.jp                                      | Публікації                        | Японська             | Від 15 до 17 червня 2012 | Розблоковано[джерело?]                                            |  |
| 660               | NBC Новини                                | nbcnews.com              | www.nbcnews.com                                     | Новини                            | Англійська           | Від червня 2019 до сьогодення | Заблоковано                                                       |  |
| 710               | Disqus                                    | disqus.com               | disqus.com                                          | Соціальні мережі                  | Англійська           | Від невідомо коли до сьогодення | Заблоковано[джерело?]                                             |  |
| 713               | LazyGirls                                 | lazygirls.info           | lazygirls.info                                      | Публікації та зображення          | Англійська           | Від 2011 чи 2013 до сьогодення | Заблоковано[джерело?]                                             |  |
| 751               | TIME                                      | time.com                 | time.com                                            | Новини                            | Англійська           | Стаття про Сі Цзіньпіна | Заблоковано                                                       |  |
| 766               | Badoo                                     | badoo.com                | badoo.com                                           | Соціальні мережі                  | Багатомовний         | Від невідомо коли до сьогодення (станом на лютий 2015)                                                                                | Заблоковано[джерело?]                                             |  |
| 833               | NHK                                       | nhk.or.jp                | ww3.nhk.or.jp                                       | Новини та трансляція              | Японська             | Від червня 2019 до сьогодення | Заблоковано[джерело?]                                             |  |
| 920               | NASA Jet Propulsion Laboratory (JPL)      | www.jpl.nasa.gov         | www.jpl.nasa.gov                                    | Наука та космос                   | Англійська           | Від невідомо коли до сьогодення | Розблоковано[джерело?]                                            |  |
| 1,062             | Canadian Broadcasting Corporation (CBC)   | cbc.ca                   | www.cbc.ca                                          | Новини and Трансляція             | Англійська           | Від 2014 до сьогодення | Заблоковано                                                       |  |
| 1,083             | Australian Broadcasting Corporation (ABC) | www.abc.net.au           | www.abc.net.au                                      | Новини and Трансляція             | Англійська           | Від 22 серпня 2018 до сьогодення | Заблоковано                                                       |  |
| 1,105             | Bandcamp                                  | bandcamp.com             | www.bandcamp.com                                    | Музика                            | Англійська           | Від лютого 2021 до сьогодення | Заблоковано[джерело?]                                             |  |
| 1,110             | Social Blade                              | socialblade.com          | socialblade.com                                     | Статистика                        | Англійська           | Від невідомо коли до сьогодення | Заблоковано[джерело?]                                             |  |
| 1,235             | Eporner                                   | eporner.com              | www.eporner.com                                     | Порнографія                       | Багатомовний         | Від липня 2018 до сьогодення | Заблоковано[джерело?]                                             |  |
| 1,602             | StartPage                                 | startpage.com            | startpage.com                                       | Пошукова система                  | Англійська           | Від 2014 до сьогодення | Заблоковано[джерело?]                                             |  |
| 1,268             | Apple Daily                               | appledaily.com           | hk.appledaily.com tw.appledaily.com                 | Новини                            | Китайська            | Від невідомо коли до сьогодення | Заблоковано[джерело?]                                             |  |
| 1,275             | United Airlines                           | united.com               | www.united.com                                      | Подорожі                          | Англійська           | Від невідомо коли до сьогодення | Заблоковано[джерело?]                                             |  |
| 1,321             | Technorati                                | technorati.com           | www.technorati.com                                  | Пошукова система                  | Англійська           | Від липня 2008 до 2012 | Розблоковано                                                      |  |
| 1,422             | Archive of Our Own                        | archiveofourown.org      | archiveofourown.org                                 | Фанфіки                           | Багатомовний         | Від березня 2020 до сьогодення | Заблоковано                                                       |  |
| 1,451             | pixiv                                     | pixiv.net                | www.pixiv.net                                       | Обмін інформацією                 | Японська             | Від 18 вересня 2017 до сьогодення | Заблоковано[джерело?]                                             |  |
| 1,495             | YouTube Kids                              | youtubekids.com          | youtubekids.com                                     | Обмін інформацією                 | Англійська           | Від невідомо коли до сьогодення | Заблоковано[джерело?]                                             |  |
| 1,522             | Torrentz2 (formerly Torrentz)             | torrentz2.eu             | www.torrentz2.eu                                    | Обмін інформацією                 | Англійська           | Від середини 2019 до сьогодення | Заблоковано[джерело?]                                             |  |
| 1,655             | Viber                                     | viber.com                | viber.com                                           | Спілкування                       | Багатомовний         | Від жовтня 2014 до сьогодення | Заблоковано[джерело?]                                             |  |
| 1,688             | Streamable                                | streamable.com           | streamable.com                                      | Відео                             | Англійська           | Від невідомо коли до сьогодення | Заблоковано[джерело?]                                             |  |
| 1,868             | NordVPN                                   | nordvpn.com              | nordvpn.com                                         | VPN                               | Англійська           | Від невідомо коли до сьогодення | Заблоковано[джерело?]                                             |  |
| 1,949             | South China Morning Post                  | scmp.com                 | scmp.com                                            | Новини                            | Англійська           | Від листопада 2018 до сьогодення | Заблоковано[джерело?]                                             |  |
| 2,056             | Plurk                                     | plurk.com                | www.plurk.com                                       | Соціальні мережі                  | Англійська           | Від квітня 2009 до 2012 | Заблоковано                                                       |  |
| 2,119             | The Economist                             | economist.com            | economist.com                                       | Новини                            | Англійська           | Стаття про Сі Цзінпіна | Заблоковано                                                       |  |
| 2,178             | Radio France Internationale               | rfi.fr                   | www.rfi.fr                                          | Радіо                             | Французька           | Невідомо | Заблоковано[джерело?]                                             |  |
| 2,205             | Heise Online                              | heise.de                 | www.heise.de                                        | Новини                            | Німецька             | Невідомо | Заблоковано[джерело?]                                             |  |
| 2,317             | Mainichi Shimbun                          | mainichi.jp              | mainichi.jp                                         | Новини                            | Японська             | Від серпня 2018 до сьогодення | Заблоковано[джерело?]                                             |  |
| 2,374             | Change.org                                | change.org               | change.org                                          | Петиції                           | Англійська           | Від невідомо коли до сьогодення | Заблоковано[джерело?]                                             |  |
| 2,643             | ExpressVPN                                | expressvpn.com           | www.expressvpn.com                                  | VPN                               | Багатомовний         | Невідомо | Заблоковано[джерело?]                                             |  |
| 2,669             | Sydney Morning Herald                     | smh.com.au               | www.smh.com.au                                      | Новини                            | Англійська           | Від невідомо коли до сьогодення | Заблоковано[джерело?]                                             |  |
| 3,547             | Voice of America                          | voanews.com              | www.voanews.com                                     | Новини                            | Англійська           | Від 2014 до сьогодення | Заблоковано[джерело?]                                             |  |
| 3,691             | NBC                                       | nbc.com                  | nbc.com                                             | Розваги                           | Англійська           | Від червня 2019 до сьогодення | Заблоковано                                                       |  |
| 3,768             | Radio Free Asia                           | rfa.org                  | rfa.org                                             | Медіа                             | Англійська           | Від невідомо коли до сьогодення | Заблоковано[джерело?]                                             |  |
| 3,876             | PBworks                                   | pbworks.com              | pbworks.com                                         | Обмін інформацією                 | Англійська           | Від січня 2011 до 2012 | Розблоковано                                                      |  |
| 3,927             | The Globe and Mail                        | theglobeandmail.com      | www.theglobeandmail.com                             | Новини                            | Англійська           | Від невідомо коли до сьогодення | Заблоковано[джерело?]                                             |  |
| 4,241             | The Straits Times                         | straitstimes.com         | straitstimes.com                                    | Новини                            | Англійська           | Від червня 2019 до сьогодення | Заблоковано[джерело?]                                             |  |
| 4,247             | The Epoch Times                           | theepochtimes.com        | www.theepochtimes.com                               | Новини                            | Англійська           | Від 2003 до сьогодення | Заблоковано                                                       |  |
| 4,250             | TinEye                                    | tineye.com               | tineye.com                                          | Пошукова система                  | Англійська           | Від невідомо коли до сьогодення | Заблоковано[джерело?]                                             |  |
| 4,480             | Sony Japan                                | sony.co.jp               | sony.co.jp                                          | Компанія                          | Японська             | Від 15 до 17 червня 2012 | Розблоковано[джерело?]                                            |  |
| 4,488             | BigCommerce                               | bigcommerce.com          | bigcommerce.com                                     | Англійська                        | Англійська           | Від невідомо коли до сьогодення | Заблоковано[джерело?]                                             |  |
| 4,532             | Al Jazeera English                        | aljazeera.com            | aljazeera.com                                       | Новини                            | Англійська           | Від березня 2019 до сьогодення | Заблоковано[джерело?]                                             |  |
| 4,538             | BitChute                                  | bitchute.com             | www.bitchute.com                                    | Відео                             | Англійська           | Від невідомо коли до сьогодення | Заблоковано[джерело?]                                             |  |
| 4,645             | WorldCat                                  | worldcat.org             | worldcat.org                                        |                                   | Англійська           | Від невідомо коли до сьогодення | Заблоковано[джерело?]                                             |  |
| 4,856             | The Japan Times                           | japantimes.co.jp         | www.japantimes.co.jp                                | Новини                            | Англійська           | Від вересня 2018 до сьогодення | Заблоковано[джерело?]                                             |  |
| 4,886             | Tapatalk                                  | tapatalk.com             | www.tapatalk.com                                    | Соціальні мережі                  | Англійська           | Від невідомо коли до сьогодення | Заблоковано[джерело?]                                             |  |
| 4,956             | The Epoch Times (Chinese Edition)         | epochtimes.com           | www.epochtimes.com                                  | Новини                            | Китайська            | Від 1999 до сьогодення | Заблоковано[джерело?]                                             |  |
| 5,564             | HBO                                       | hbo.com                  | www.hbo.com                                         | Розваги                           | Англійська           | Від червня 2018 до сьогодення | Заблоковано[джерело?]                                             |  |
| 5,763             | France 24                                 | france24.com             | www.france24.com                                    | Телебачення                       | Французька           | Невідомо | Розблоковано[джерело?]                                            |  |
| 6,623             | Minghui                                   | minghui.org              | www.minghui.org                                     | Духовне                           | Китайська            | Від червня 1999 (або навіть раніше) до 2017                                                                                           | Заблоковано                                                       |  |
| 7,345             | Norddeutscher Rundfunk                    | ndr.de                   | www.ndr.de                                          | Трансляція                        | Німецька             | Від невідомо коли до липня 2018? Від невідомо коли до сьогодення                                                                      | Заблоковано[джерело?]                                             |  |
| 16,866            | Dreamwidth                                | dreamwidth.org           | www.dreamwidth.org                                  | Соціальні мережі                  | Англійська           | Від невідомо коли до сьогодення | Заблоковано[джерело?]                                             |  |
| 13,445            | Periscope                                 | periscope.tv(or pscp.tv) | periscope.tv(or pscp.tv)                            | Обмін інформацією                 | Англійська           | Від травня 2017 до сьогодення | Заблоковано [джерело?]                                            |  |
| 14,790            | 1688 Новини                               | 1688.com.au              | www.1688.com.au                                     | Новини та розваги                 | Китайська            | Від 2011 до сьогодення | Заблоковано[джерело?]                                             |  |
| 59,006            | Pincong                                   | pincong.rocks            | pincong.rocks                                       | Соціальні мережі                  | Китайська            | Від листопада 2018 до сьогодення | Заблоковано[джерело?]                                             |  |
| 2,330,286         | Mohu                                      | mohu.rocks               | mohu.rocks                                          | Соціальні мережі                  | Китайська            | Від березня 2019 до сьогодення | Заблоковано[джерело?]                                             |  |
| 16,410            | Radio Garden                              | radio.garden             | radio.garden                                        | Радіо                             | Англійська           | Від 3 червня 2018 до сьогодення | Заблоковано[джерело?]                                             |  |
| 16,915            | TV5 Monde                                 | tv5monde.com             | www.tv5monde.com                                    | Телебачення                       | Французька           | Невідомо | Розблоковано[джерело?]                                            |  |
| 17,956            | ProtonVPN                                 | protonvpn.com            | protonvpn.com                                       | VPN                               | Англійська           | Від квітня 2018 до сьогодення | Заблоковано[джерело?]                                             |  |
| 18,016            | Hotspot Shield                            | hotspotshield.com        | www.hotspotshield.com                               | VPN                               | Англійська           | Від невідомо коли до сьогодення | Заблоковано[джерело?]                                             |  |
| 18,395            | Lantern                                   | getlantern.org           | www.getlantern.org                                  | VPN                               | Багатомовний         | Від грудня 2013 до сьогодення | Заблоковано[джерело?]                                             |  |
| 19,711            | Human Rights Watch                        | hrw.org                  | hrw.org                                             | NGO                               | Англійська           | Від невідомо коли до сьогодення | Заблоковано[джерело?]                                             |  |
| 20,258            | Vocaroo                                   | vocaroo.com              | vocaroo.com                                         | Обмін інформацією                 | Англійська           | Від червня 2019 до сьогодення | Заблоковано[джерело?]                                             |  |
| 21,409            | Initium Media                             | theinitium.com           | theinitium.com                                      | Новини                            | Китайська            | Від невідомо коли до сьогодення | Заблоковано[джерело?]                                             |  |
| 21,897            | TunnelBear                                | tunnelbear.com           | www.tunnelbear.com                                  | VPN                               | Англійська           | Від невідомо коли до сьогодення | Заблоковано[джерело?]                                             |  |
| 22,196            | Sony Music Japan                          | sonymusic.co.jp          | sonymusic.co.jp                                     | Лейбл звукозапису                 | Японська             | Від 15 до 17 червня 2012 | Розблоковано[джерело?]                                            |  |
| 23,739            | Shadowsocks                               | shadowsocks.org          | shadowsocks.org                                     | VPN                               | Англійська           | Від невідомо коли до сьогодення | Заблоковано[джерело?]                                             |  |
| 23,903            | Hong Kong Free Press                      | hongkongfp.com           | hongkongfp.com                                      | Новини                            | Англійська           | Від невідомо коли до сьогодення | Заблоковано[джерело?]                                             |  |
| 24,540            | Mendeley                                  | mendeley.com             | mendeley.com                                        | Академічне                        | Англійська           | Від невідомо коли до сьогодення (станом на грудень 2014)                                                                              | Розблоковано[джерело?]                                            |  |
| 26,290            | Gab                                       | gab.ai                   | www.gab.ai                                          | Соціальні мережі                  | Англійська           | Від невідомо коли до сьогодення | Розблоковано[джерело?]                                            |  |
| 33,965            | Vokalnow                                  | vokalnow.com             | vokalnow.com                                        | Трансляція                        | Багатомовний         | Від липня 2018 (або навіть раніше) до сьогодення                                                                                      | Розблоковано                                                      |  |
| 34,495            | Celebrity-Leaks                           | celebrity-leaks.net      | www.celebrity-leaks.net                             | Нагота і плітки                   | Англійська           | Від листопада 2017 (або навіть раніше) до сьогодення                                                                                  | Розблоковано                                                      |  |
| 34,734            | Radio Free Europe/Radio Liberty           | rferl.org                | rferl.org                                           | Новини                            | Англійська           | Від невідомо коли до сьогодення | Заблоковано[джерело?]                                             |  |
| 52,617            | Instafreebie                              | instafreebie.com         | instafreebie.com                                    | Видавництво книг                  | Англійська           | Від невідомо коли до сьогодення | Розблоковано[джерело?]                                            |  |
| 54,725            | Kiran's Blog                              | kiranpantha.com.np       | blog.kiranpantha.com.np                             | Блоґ                              | Англійська           | Від вересня 2018 до грудня 2018 (заблоковано) Від грудня 2018 до січня 2020 (розблоковано) Від січня 2020 до сьогодення (заблоковано) | Заблоковано                                                       |  |
| 61,892            | AppAgg                                    | appagg.com               | appagg.com                                          | Розваги                           | Багатомовний         | Від 2017 до сьогодення | Заблоковано[джерело?]                                             |  |
| 79,981            | Romanian Television                       | tvr.ro                   | www.tvr.ro                                          | Трансляція                        | Румунська            | Невідомо | Розблоковано[джерело?]                                            |  |
| 85,200            | Mastodon                                  | mastodon.social          | www.mastodon.social                                 | Соціальні мережі                  | Англійська           | Від невідомо коли до сьогодення | Заблоковано[джерело?]                                             |  |
| 86,3069           | GayBookSTAR                               | gaybookstar.com          | www.gaybookstar.com                                 | Побачення                         | Англійська           | Від грудня 2012 (або навіть раніше) до невідомо коли                                                                                  | Розблоковано[джерело?]                                            |  |
| 91,396            | GreatFire                                 | greatfire.org            | greatfire.org                                       | Сайт тестування мережі            | Англійська           | Від невідомо коли до сьогодення | Заблоковано[джерело?]                                             |  |
| 106,592           | Falun Dafa                                | falundafa.org            | www.falundafa.org                                   | Духовне                           | Багатомовний         | Від червня 1999 (або навіть раніше) до 2017Шаблон:Deprecated inline                                                                   | Заблоковано                                                       |  |
| 152,788           | Bombo Radyo Philippines                   | bomboradyo.com           | www.bomboradyo.com                                  | Радіо                             | Філіппінська         | Від невідомо коли до сьогодення | Розблоковано[джерело?]                                            |  |
| 168,907           | Culture Unplugged Film Festival           | cultureunplugged.com     | festival.cultureunplugged.com                       | Документальне Вебпортал           | Англійська           | Від січня 2013 (або навіть раніше) до червня 2018?                                                                                    | Розблоковано[джерело?]                                            |  |
| 169,633           | American Bar Association                  | americanbar.org          | americanbar.org                                     | NGO                               | Англійська           | Від невідомо коли до сьогодення (станом на листопад 2015)                                                                             | Частково заблоковано (доступ через IPv6)[джерело?]                |  |
| 219,463           | Free Tibet                                | freetibet.org            | www.freetibet.org                                   | NGO                               | Англійська           | Від невідомо коли до сьогодення | Заблоковано[джерело?]                                             |  |
| 226,342           | Jamestown Foundation                      | jamestown.org            | jamestown.org                                       | NGO                               | Англійська           | Від невідомо коли до сьогодення | Заблоковано[джерело?]                                             |  |
| 489,126           | XsDen                                     | xsden.info               | xsden.info                                          | Соціальні мережі                  | Кантонська           | Від червня 2020 до сьогодення | Заблоковано[джерело?]                                             |  |
| 497,029           | YibaoChina                                | yibaochina.com           | www.yibaochina.com                                  | Новини                            | Китайська            | Від невідомо коли до сьогодення | Заблоковано[джерело?]                                             |  |
| 563,776           | Radio Romania International               | rri.ro                   | www.rri.ro                                          | Радіо                             | Румунська            | Невідомо | Розблоковано[джерело?]                                            |  |
| 1,166,330         | Wiby                                      | wiby.me                  | wiby.me                                             | Пошукова система                  | Англійська           | Від жовтня 2017 до сьогодення | Розблоковано[джерело?]                                            |  |
| 1,483,331         | Citizen Power Initiatives for China       | citizenpowerforchina.org | www.citizenpowerforchina.org                        | NGO                               | Багатомовний         | Від невідомо коли до сьогодення | Заблоковано[джерело?]                                             |  |
| 3,203,475         | Chinese Entrepreneur Rights Center        | ceraglobal.net           | www.ceraglobal.net                                  | Інформаційні                      | Багатомовний         | Від невідомо коли до сьогодення | Заблоковано[джерело?]                                             |  |
| 3,494,037         | The Policy                                | thepolicy.us             | www.thepolicy.us                                    | Політика                          | Англійська           | Від невідомо коли до сьогодення | Заблоковано[джерело?]                                             |  |
| -                 | Quozr                                     | quozr.com                | www.quozr.com                                       | Освіта                            | Англійська           | Від невідомо коли до сьогодення | Заблоковано[джерело?]                                             |  |
| 8,835,076         | Sportkin                                  | sportkin.com             | www.sportkin.com                                    | Міжнародний реєстр спорту         | Англійська           | Від невідомо коли до сьогодення | Розблоковано[джерело?]                                            |  |
| 21,191,422        | The Cantonese Independent Magazine        | thecim.org               | thecim.org                                          | NGO                               | Кантонська           | Від невідомо коли до сьогодення (станом на вересень 2015)                                                                             | Заблоковано[джерело?]                                             |  |